# Konrad Stöhr
Konrad Stöhr (* 25. November 1893 in Daugendorf; † 4. Juli 1984 in Ravensburg) war als Landwirtschaftslehrer nach dem Kriege kommissarischer Landrat im Landkreis Tettnang.
Nach einem landwirtschaftlichen Studium an der Universität Hohenheim und der Universität Bonn mit einem Diplomabschluss im Jahr 1918 promovierte er 1920 an der Universität Halle zum Dr. rer. nat., wobei sein Studium von 1914 bis 1917 durch Kriegsdienst unterbrochen war. Danach war er u. a. als Landwirtschaftslehrer in Riedlingen, Leonberg und Blaubeuren tätig. Von 1927 bis 1959 leitete er die Landwirtschaftsschule Tettnang.
Am 6. Juli 1945 wurde er von der französischen Militärregierung zum kommissarischen Landrat in Tettnang ernannt, blieb jedoch gleichzeitig Leiter der Landwirtschaftsschule. Im Januar 1947 wurde er auf seinen Antrag hin vom Amt des Landrats entpflichtet und übernahm die Leitung des Landwirtschaftsamtes Tettnang. 1959 trat er in den Ruhestand und war danach noch Geschäftsführer von Kreisbauernverband Tettnang und Hopfenpflanzerverband Tettnang.
Von 1948 bis 1950 war er Kreisvorsitzender der CDU.
Wegen seiner Verdienste um die Landwirtschaft wurde ihm das Bundesverdienstkreuz am Bande verliehen.
Er war Mitglied der katholischen Studentenverbindungen KDStV Carolingia Hohenheim und KDStV Ascania Bonn im CV.